# Frank John Hughes
Frank John Hughes (New York, 11 novembre 1967) è un attore, sceneggiatore e doppiatore statunitense.

## Biografia
Nativo del Bronx, Hughes ha studiato composizione jazz a Boston prima di avvicinarsi alla recitazione. Di origini irlandesi e italiane, è conosciuto in patria soprattutto per il ruolo di "Wild Bill" Guarnere nella miniserie televisiva Band of Brothers - Fratelli al fronte, prodotta nel 2001 da HBO, ambientata durante la Seconda guerra mondiale e vincitrice di Golden Globe e Emmy Awards.
Giovane ma già veterano del piccolo schermo per le numerose apparizioni in serie TV (tra cui Law & Order), ha prestato il volto a Walden Belfiore ne I Soprano, in cui entra in gioco solo negli 5 ultimi episodi, in tempo per commettere l'ultimo storico omicidio della serie, l'uccisione del boss Phil Leotardo, che chiude la cruenta guerra fra bande innescata nella sesta stagione.
Al cinema ha avuto ruoli di caratterista, tra gli altri, in Bad Boys, Fratelli di Abel Ferrara e in Prova a prendermi di Steven Spielberg (nel ruolo di Tom Fox): è stato invece protagonista in Mr. Vincent (1997) (premio della critica al Sundance Film Festival). Nel 2008 ha preso parte a Sfida senza regole, il film di Jon Avnet con Robert De Niro e Al Pacino.
Negli ultimi anni si è dedicato alla sceneggiatura di diversi progetti cinematografici.

## Vita privata
Praticante del buddhismo, è sposato dal 1987 con Jelena Hughes, da cui ha avuto un figlio. La coppia vive a Los Angeles.

## Filmografia

### Attore

#### Cinema
- Lonely in America, regia di Barry Alexander Brown (1990)
- True Convictions, regia di Robert Celestino (1991)
- Candystore Conspiracy, regia di Robert Celestino (1991)
- Happy Hell Night, regia di Brian Owens (1992)
- Un uomo, una donna, una pistola (My New Gun), regia di Stacy Cochran (1992)
- Bad Boys, regia di Michael Bay (1995)
- Fratelli (The Funeral), regia di Abel Ferrara (1996)
- Libertà vigilata (No Way Home), regia di Buddy Giovinazzo (1996)
- Layin' Low, regia di Danny Leiner (1996)
- Mr. Vincent, regia di Robert Celestino (1997)
- Professione killer (Angel's Dance), regia di David L. Corley (1999)
- Blink of an Eye, regia di Van Fischer (1999)
- Anacardium, regia di Scott Thomas (2001)
- Prova a prendermi (Catch Me If You Can), regia di Steven Spielberg (2002)
- Yonkers Joe, regia di Robert Celestino (2008)
- Sfida senza regole (Righteous Kill), regia di Jon Avnet (2008)
- Leave, regia di Robert Celestino (2011)
- The Week, regia di Jon Gunn e John W. Mann (2015)

#### Televisione
- Cuore e batticuore (Hart to Hart) – serie TV, episodio 4x12 (1983)
- Law & Order - I due volti della giustizia (Law & Order) – serie TV, 2 episodi (1992-1997)
- Swift - Il giustiziere (Swift Justice) – serie TV, episodio 1x05 (1996)
- Prince Street – serie TV, episodio 1x01 (1997)
- Feds – serie TV, episodio 1x04 (1997)
- I professionisti (Players) – serie TV, 18 episodi (1997-1998)
- Buddy Faro, regia di Charles Haid – film TV (1998)
- I viaggiatori (Sliders) – serie TV, episodio 5x13 (1999)
- JAG - Avvocati in divisa (JAG) – serie TV, episodio 5x06 (1999)
- Più forte ragazzi (Martial Law) – serie TV, episodio 2x11 (2000)
- F.B.I. Protezione famiglia (Cover Me) – serie TV, 8 episodi (2000)
- Band of Brothers - Fratelli al fronte (Band of Brothers) – miniserie TV, 7 episodi (2001)
- UC: Undercover – serie TV, episodio 1x05 (2001)
- Big Shot: Confessions of a Campus Bookie, regia di Ernest Dickerson – film TV (2002)
- The Guardian – serie TV, 2 episodi (2002)
- Boomtown – serie TV, 2 episodi (2003)
- Senza traccia (Without a Trace) – serie TV, episodio 1x21 (2003)
- Detective Monk (Monk) – serie TV, episodio 2x07 (2003)
- Curb Your Enthusiasm – serie TV, episodio 4x07 (2004)
- LAX – serie TV, 13 episodi (2004-2005)
- Homicide (Homicide: Life on the Street) – serie TV, 2 episodi (1995)
- 11 settembre - Tragedia annunciata (The Path to 9/11) – serie TV, 2 episodi (2006)
- Three Strikes, regia di Mikael Salomon – film TV (2006)
- I re di South Beach (Kings of South Beach), regia di Tim Hunter – film TV (2007)
- I Soprano (The Sopranos) – serie TV, 5 episodi (2007)
- Law & Order: Criminal Intent – serie TV, episodio 7x03 (2007)
- Company Man, regia di Jon Cassar – film TV (2007)
- NCIS - Unità anticrimine (NCIS) – serie TV, episodio 5x17 (2008)
- 24 – serie TV, 24 episodi (2009-2010)
- FlashForward – serie TV, episodio 1x05 (2009)
- Bunker Hill, regia di Jon Avnet – film TV (2009)
- Criminal Minds – serie TV, episodio 5x15 (2010)
- Justified – serie TV, episodio 3x02 (2012)
- Daybreak – serie TV, 2 episodi (2012)
- Laguna blu - Il risveglio (Blue Lagoon: The Awakening), regia di Mikael Salomon – film TV (2012)
- Legends – serie TV, episodio 1x01 (2014)
- The Offer – miniserie TV, 10 episodi (2022)

#### Cortometraggi
- AppleBox, regia di Rick Page (2011)

### Doppiatore

#### Cortometraggi
- Magnificent Desolation: Walking on the Moon 3D, regia di Mark Cowen (2005)

#### Videogiochi
- Call of Duty 2 (2005)
- Call of Duty 2: Big Red One (2005)

## Doppiatori italiani
Nelle versioni in italiano delle opere in cui ha recitato, Frank John Hughes è stato doppiato da:
- Alessandro Quarta in Band of Brothers - Fratelli al fronte, Laguna blu - Il risveglio
- Fabrizio Pucci in Detective Monk, Justified
- Roberto Certomà in 24, Criminal Minds
- Fabrizio Vidale in Law & Order - I due volti della giustizia (ep. 2x13)
- Riccardo Niseem Onorato in Law & Order - I due volti della giustizia (ep. 7x20)
- Mauro Gravina ne I professionisti
- Vittorio De Angelis in Bad Boys
- Stefano Benassi in Prova a prendermi
- Gianluca Tusco in LAX
- Guido Di Naccio ne I Soprano
- Claudio Moneta in Law & Order: Criminal Intent
- Gaetano Lizzio in NCIS - Unità anticrimine
- Simone D'Andrea in The Offer

Da doppiatore è stato sostituito da:
- Matteo Zanotti in Call of Duty 2: Big Red One